# Lhok Rukam
Lhok Rukam is een bestuurslaag in het regentschap Aceh Selatan van de provincie Atjeh, Indonesië. Lhok Rukam telt 634 inwoners (volkstelling 2010).